# Llista de topònims de les Avellanes i Santa Linya
Llista de topònims (noms propis de lloc) del municipi de les Avellanes i Santa Linya, a la Noguera
Informació actualitzada per un bot. Els canvis manuals es perdran quan s'actualitzi!

## cabana
| imatge | Nom                                    | Ubicat a                    | instància de | Detalls | coordenades                                                          | Protecció | Commons (més fotos) | Dades a WD                    |
| ------ | -------------------------------------- | --------------------------- | ------------ | ------- | -------------------------------------------------------------------- | --------- | ------------------- | ----------------------------- |
|        | cabana de Badia                        | les Avellanes i Santa Linya | cabana       |         | 41° 57′ 35″ N, 0° 48′ 58″ E / 41.9595864547549°N,0.816070114178655°E |           |                     | Modifica les dades a Wikidata |
|        | cabana de Barrau                       | les Avellanes i Santa Linya | cabana       |         | 41° 54′ 44″ N, 0° 42′ 25″ E / 41.9123220087053°N,0.707058149434367°E |           |                     | Modifica les dades a Wikidata |
|        | cabana de Barri                        | les Avellanes i Santa Linya | cabana       |         | 41° 54′ 29″ N, 0° 44′ 52″ E / 41.9079205837074°N,0.747664694552375°E |           |                     | Modifica les dades a Wikidata |
|        | cabana de Bepo                         | les Avellanes i Santa Linya | cabana       |         | 41° 56′ 02″ N, 0° 49′ 42″ E / 41.9339800732805°N,0.828293991938111°E |           |                     | Modifica les dades a Wikidata |
|        | cabana de Carlets                      | les Avellanes i Santa Linya | cabana       |         | 41° 54′ 48″ N, 0° 42′ 54″ E / 41.9133715667082°N,0.714978404904437°E |           |                     | Modifica les dades a Wikidata |
|        | cabana de Felip                        | les Avellanes i Santa Linya | cabana       |         | 41° 55′ 09″ N, 0° 42′ 50″ E / 41.9192203616601°N,0.7138170368768°E   |           |                     | Modifica les dades a Wikidata |
|        | cabana de Miquelet                     | les Avellanes i Santa Linya | cabana       |         | 41° 55′ 58″ N, 0° 44′ 58″ E / 41.9328947628311°N,0.749523695743678°E |           |                     | Modifica les dades a Wikidata |
|        | cabana de Parrai                       | les Avellanes i Santa Linya | cabana       |         | 41° 54′ 40″ N, 0° 42′ 34″ E / 41.9111634586722°N,0.709474846252379°E |           |                     | Modifica les dades a Wikidata |
|        | cabana de Permateu                     | les Avellanes i Santa Linya | cabana       |         | 41° 55′ 26″ N, 0° 42′ 30″ E / 41.923985077774°N,0.70842516905684°E   |           |                     | Modifica les dades a Wikidata |
|        | cabana de Repolar                      | les Avellanes i Santa Linya | cabana       |         | 41° 55′ 51″ N, 0° 41′ 32″ E / 41.9307727804596°N,0.692105328019134°E |           |                     | Modifica les dades a Wikidata |
|        | cabana de Salep                        | les Avellanes i Santa Linya | cabana       |         | 41° 54′ 09″ N, 0° 43′ 01″ E / 41.9024302541465°N,0.716839491966439°E |           |                     | Modifica les dades a Wikidata |
|        | cabana de Taribó                       | les Avellanes i Santa Linya | cabana       |         | 41° 57′ 45″ N, 0° 49′ 17″ E / 41.9624231378499°N,0.821270478242411°E |           |                     | Modifica les dades a Wikidata |
|        | cabana de Toi                          | les Avellanes i Santa Linya | cabana       |         | 41° 55′ 31″ N, 0° 41′ 29″ E / 41.925308474557°N,0.691325550009948°E  |           |                     | Modifica les dades a Wikidata |
|        | cabana de Xen                          | les Avellanes i Santa Linya | cabana       |         | 41° 57′ 27″ N, 0° 47′ 35″ E / 41.9575530603856°N,0.793106047858409°E |           |                     | Modifica les dades a Wikidata |
|        | cabana de l'Agustí el Manyo            | les Avellanes i Santa Linya | cabana       |         | 41° 54′ 16″ N, 0° 46′ 33″ E / 41.9045333992116°N,0.775789226738005°E |           |                     | Modifica les dades a Wikidata |
|        | cabana de l'Albert                     | les Avellanes i Santa Linya | cabana       |         | 41° 55′ 32″ N, 0° 43′ 34″ E / 41.9255°N,0.72598°E                    |           |                     | Modifica les dades a Wikidata |
|        | cabana de l'Arturo                     | les Avellanes i Santa Linya | cabana       |         | 41° 55′ 05″ N, 0° 42′ 37″ E / 41.9181522247556°N,0.710382408924608°E |           |                     | Modifica les dades a Wikidata |
|        | cabana de l'Estanquer                  | les Avellanes i Santa Linya | cabana       |         | 41° 52′ 12″ N, 0° 46′ 11″ E / 41.8700954777315°N,0.769826773190127°E |           |                     | Modifica les dades a Wikidata |
|        | cabana de l'Estoric                    | les Avellanes i Santa Linya | cabana       |         | 41° 56′ 14″ N, 0° 45′ 00″ E / 41.9372106157657°N,0.750083539925949°E |           |                     | Modifica les dades a Wikidata |
|        | cabana de l'Inglès                     | les Avellanes i Santa Linya | cabana       |         | 41° 55′ 38″ N, 0° 41′ 46″ E / 41.9270989401029°N,0.696169344922141°E |           |                     | Modifica les dades a Wikidata |
|        | cabana de la Casa Blanca               | les Avellanes i Santa Linya | cabana       |         | 41° 54′ 01″ N, 0° 43′ 08″ E / 41.900256097934°N,0.718918089518849°E  |           |                     | Modifica les dades a Wikidata |
|        | cabana de la Rosa                      | les Avellanes i Santa Linya | cabana       |         | 41° 53′ 54″ N, 0° 43′ 09″ E / 41.8983500820386°N,0.719082391698653°E |           |                     | Modifica les dades a Wikidata |
|        | cabana de la Sofia                     | les Avellanes i Santa Linya | cabana       |         | 41° 54′ 35″ N, 0° 43′ 17″ E / 41.9098179026165°N,0.72150730114113°E  |           |                     | Modifica les dades a Wikidata |
|        | cabana de la Tona                      | les Avellanes i Santa Linya | cabana       |         | 41° 55′ 36″ N, 0° 41′ 20″ E / 41.9265906687462°N,0.688807038099707°E |           |                     | Modifica les dades a Wikidata |
|        | cabana de la Viuda                     | les Avellanes i Santa Linya | cabana       |         | 41° 54′ 08″ N, 0° 44′ 47″ E / 41.9022763051442°N,0.746416532698289°E |           |                     | Modifica les dades a Wikidata |
|        | cabana de Ço de Blasió de la Torriella | les Avellanes i Santa Linya | cabana       |         | 41° 55′ 06″ N, 0° 49′ 00″ E / 41.9183519596408°N,0.816765815680979°E |           |                     | Modifica les dades a Wikidata |
|        | cabana del Belo                        | les Avellanes i Santa Linya | cabana       |         | 41° 54′ 04″ N, 0° 43′ 24″ E / 41.901127089901°N,0.723323327133872°E  |           |                     | Modifica les dades a Wikidata |
|        | cabana del Bessó                       | les Avellanes i Santa Linya | cabana       |         | 41° 54′ 32″ N, 0° 45′ 21″ E / 41.9088889347554°N,0.75572056651301°E  |           |                     | Modifica les dades a Wikidata |
|        | cabana del Cavaller                    | les Avellanes i Santa Linya | cabana       |         | 41° 54′ 32″ N, 0° 43′ 11″ E / 41.9088446095139°N,0.719661117430809°E |           |                     | Modifica les dades a Wikidata |
|        | cabana del Jaume                       | les Avellanes i Santa Linya | cabana       |         | 41° 55′ 23″ N, 0° 42′ 01″ E / 41.923124162248°N,0.70028642775003°E   |           |                     | Modifica les dades a Wikidata |
|        | cabana del Jordi                       | les Avellanes i Santa Linya | cabana       |         | 41° 54′ 39″ N, 0° 46′ 21″ E / 41.9109355862706°N,0.77248030330316°E  |           |                     | Modifica les dades a Wikidata |
|        | cabana del Lluís                       | les Avellanes i Santa Linya | cabana       |         | 41° 56′ 53″ N, 0° 47′ 36″ E / 41.9480097630937°N,0.793266491398955°E |           |                     | Modifica les dades a Wikidata |
|        | cabana del Manyo                       | les Avellanes i Santa Linya | cabana       |         | 41° 53′ 43″ N, 0° 45′ 54″ E / 41.8952433035335°N,0.764877444413976°E |           |                     | Modifica les dades a Wikidata |
|        | cabana del Mari Antoni                 | les Avellanes i Santa Linya | cabana       |         | 41° 51′ 56″ N, 0° 45′ 52″ E / 41.8654810756705°N,0.764565457798146°E |           |                     | Modifica les dades a Wikidata |
|        | cabana del Mau                         | les Avellanes i Santa Linya | cabana       |         | 41° 53′ 27″ N, 0° 47′ 02″ E / 41.8908589043996°N,0.784002026812186°E |           |                     | Modifica les dades a Wikidata |
|        | cabana del Mingo                       | les Avellanes i Santa Linya | cabana       |         | 41° 54′ 31″ N, 0° 42′ 58″ E / 41.9084859508126°N,0.71611724480463°E  |           |                     | Modifica les dades a Wikidata |
|        | cabana del Minguet                     | les Avellanes i Santa Linya | cabana       |         | 41° 54′ 01″ N, 0° 44′ 28″ E / 41.9004150101728°N,0.74106935206049°E  |           |                     | Modifica les dades a Wikidata |
|        | cabana del Mosso                       | les Avellanes i Santa Linya | cabana       |         | 41° 55′ 54″ N, 0° 48′ 49″ E / 41.931664984512°N,0.813561797666993°E  |           |                     | Modifica les dades a Wikidata |
|        | cabana del Negre                       | les Avellanes i Santa Linya | cabana       |         | 41° 54′ 32″ N, 0° 42′ 44″ E / 41.9089289845774°N,0.71213485723806°E  |           |                     | Modifica les dades a Wikidata |
|        | cabana del Pastisser                   | les Avellanes i Santa Linya | cabana       |         | 41° 54′ 05″ N, 0° 45′ 45″ E / 41.9012781388706°N,0.762605472675824°E |           |                     | Modifica les dades a Wikidata |
|        | cabana del Patxetxo                    | les Avellanes i Santa Linya | cabana       |         | 41° 53′ 32″ N, 0° 45′ 42″ E / 41.8922874171969°N,0.761545327713122°E |           |                     | Modifica les dades a Wikidata |
|        | cabana del Pla de Montclús             | les Avellanes i Santa Linya | cabana       |         | 41° 57′ 22″ N, 0° 48′ 01″ E / 41.9561252554619°N,0.800358422037257°E |           |                     | Modifica les dades a Wikidata |
|        | cabana del Romano                      | les Avellanes i Santa Linya | cabana       |         | 41° 54′ 52″ N, 0° 42′ 26″ E / 41.9145248862486°N,0.707328932036546°E |           |                     | Modifica les dades a Wikidata |
|        | cabana del Teixidor                    | les Avellanes i Santa Linya | cabana       |         | 41° 54′ 26″ N, 0° 44′ 35″ E / 41.9071653732459°N,0.743146068298218°E |           |                     | Modifica les dades a Wikidata |
|        | cabana del Teto                        | les Avellanes i Santa Linya | cabana       |         | 41° 55′ 09″ N, 0° 41′ 58″ E / 41.9191106761598°N,0.699314685596762°E |           |                     | Modifica les dades a Wikidata |
|        | cabana del Ton de Batistillo           | les Avellanes i Santa Linya | cabana       |         | 41° 55′ 34″ N, 0° 44′ 56″ E / 41.9262024813953°N,0.749023377185587°E |           |                     | Modifica les dades a Wikidata |
|        | corral de Canut                        | les Avellanes i Santa Linya | cabana       |         | 41° 56′ 42″ N, 0° 42′ 27″ E / 41.9450212112439°N,0.707430366884333°E |           |                     | Modifica les dades a Wikidata |
|        | corral de Gepo                         | les Avellanes i Santa Linya | cabana       |         | 41° 54′ 54″ N, 0° 42′ 18″ E / 41.915118823399°N,0.705052882551664°E  |           |                     | Modifica les dades a Wikidata |
|        | corral de Llorenç                      | les Avellanes i Santa Linya | cabana       |         | 41° 56′ 07″ N, 0° 49′ 05″ E / 41.9352091542899°N,0.818072326884768°E |           |                     | Modifica les dades a Wikidata |
|        | corral de Pere Mateu                   | les Avellanes i Santa Linya | cabana       |         | 41° 55′ 16″ N, 0° 49′ 33″ E / 41.921067065491°N,0.82577097860311°E   |           |                     | Modifica les dades a Wikidata |
|        | corral de Toni                         | les Avellanes i Santa Linya | cabana       |         | 41° 55′ 40″ N, 0° 44′ 38″ E / 41.9277879491686°N,0.743998859979944°E |           |                     | Modifica les dades a Wikidata |
|        | corral de l'Elena                      | les Avellanes i Santa Linya | cabana       |         | 41° 54′ 17″ N, 0° 45′ 05″ E / 41.9046506180161°N,0.751299955447362°E |           |                     | Modifica les dades a Wikidata |
|        | corral de la Tona                      | les Avellanes i Santa Linya | cabana       |         | 41° 55′ 24″ N, 0° 42′ 54″ E / 41.9234651781698°N,0.714871355446301°E |           |                     | Modifica les dades a Wikidata |
|        | corral del Bancal                      | les Avellanes i Santa Linya | cabana       |         | 41° 54′ 27″ N, 0° 46′ 08″ E / 41.9073802812524°N,0.768878576680474°E |           |                     | Modifica les dades a Wikidata |
|        | corral del Claret                      | les Avellanes i Santa Linya | cabana       |         | 41° 54′ 21″ N, 0° 44′ 38″ E / 41.9057730083048°N,0.743785871243205°E |           |                     | Modifica les dades a Wikidata |
|        | corral del Negre                       | les Avellanes i Santa Linya | cabana       |         | 41° 55′ 17″ N, 0° 42′ 54″ E / 41.9212714318698°N,0.715058198141751°E |           |                     | Modifica les dades a Wikidata |
|        | corral del Pau                         | les Avellanes i Santa Linya | cabana       |         | 41° 54′ 06″ N, 0° 46′ 04″ E / 41.9015336401587°N,0.767864649707057°E |           |                     | Modifica les dades a Wikidata |
|        | corral del Romano                      | les Avellanes i Santa Linya | cabana       |         | 41° 54′ 54″ N, 0° 42′ 22″ E / 41.91491454994°N,0.706097159582568°E   |           |                     | Modifica les dades a Wikidata |
|        | corral del Rúbies                      | les Avellanes i Santa Linya | cabana       |         | 41° 52′ 06″ N, 0° 47′ 27″ E / 41.8682150371854°N,0.790881333489078°E |           |                     | Modifica les dades a Wikidata |
|        | era de Baró                            | les Avellanes i Santa Linya | cabana       |         | 41° 53′ 00″ N, 0° 47′ 12″ E / 41.8833722944994°N,0.786671210788397°E |           |                     | Modifica les dades a Wikidata |
|        | era de Cantabé                         | les Avellanes i Santa Linya | cabana       |         | 41° 52′ 59″ N, 0° 47′ 09″ E / 41.8830781934459°N,0.7858980055347°E   |           |                     | Modifica les dades a Wikidata |
|        | era de Mangala                         | les Avellanes i Santa Linya | cabana       |         | 41° 53′ 04″ N, 0° 47′ 07″ E / 41.8844643818127°N,0.785392150006316°E |           |                     | Modifica les dades a Wikidata |
|        | era de Mirada                          | les Avellanes i Santa Linya | cabana       |         | 41° 55′ 36″ N, 0° 45′ 16″ E / 41.9266163664078°N,0.754520180311315°E |           |                     | Modifica les dades a Wikidata |
|        | era de la Paueta                       | les Avellanes i Santa Linya | cabana       |         | 41° 52′ 54″ N, 0° 47′ 15″ E / 41.8818040612581°N,0.787544856682209°E |           |                     | Modifica les dades a Wikidata |
|        | era del Gendre                         | les Avellanes i Santa Linya | cabana       |         | 41° 54′ 34″ N, 0° 45′ 13″ E / 41.9093893302577°N,0.753677518208947°E |           |                     | Modifica les dades a Wikidata |
|        | era del Pito                           | les Avellanes i Santa Linya | cabana       |         | 41° 53′ 14″ N, 0° 47′ 11″ E / 41.8871380002146°N,0.786263966737339°E |           |                     | Modifica les dades a Wikidata |
|        | era del Rúbies                         | les Avellanes i Santa Linya | cabana       |         | 41° 52′ 52″ N, 0° 47′ 18″ E / 41.8810975122353°N,0.788268218220913°E |           |                     | Modifica les dades a Wikidata |
|        | pleta de Corona                        | les Avellanes i Santa Linya | cabana       |         | 41° 55′ 50″ N, 0° 48′ 39″ E / 41.930692324047°N,0.81097129026439°E   |           |                     | Modifica les dades a Wikidata |
|        | pletes del Mau                         | les Avellanes i Santa Linya | cabana       |         | 41° 55′ 43″ N, 0° 48′ 24″ E / 41.9286670046305°N,0.80653658067929°E  |           |                     | Modifica les dades a Wikidata |

## castell
| imatge | Nom                               | Ubicat a                    | instància de | Detalls                                           | coordenades | Protecció                                            | Commons (més fotos)    | Dades a WD                    |
| ------ | --------------------------------- | --------------------------- | ------------ | ------------------------------------------------- | --- | ---------------------------------------------------- | ---------------------- | ----------------------------- |
|        | Castell de la Torreta de Secardit | les Avellanes i Santa Linya | castell      |                                                   | 41° 55′ 14″ N, 0° 45′ 05″ E / 41.920522°N,0.75147°E 706 msnm                                                                    | bé integrant del patrimoni cultural català           |                        | Modifica les dades a Wikidata |
|        | Castell i vilatge de Montclús     | les Avellanes i Santa Linya | castell      | Estil: arquitectura popular arquitectura romànica | 41° 57′ 53″ N, 0° 49′ 41″ E / 41.9646194444°N,0.828091666667°E                                                                  | bé integrant del patrimoni cultural català           |                        | Modifica les dades a Wikidata |
|        | castell de Campvim                | les Avellanes i Santa Linya | castell      | 11st century                                      | 41° 51′ 06″ N, 0° 46′ 08″ E / 41.851637°N,0.768844°E ca:A la torreta dels Quatre Batlles, al sud de Vilanova de la Sal 616 msnm | bé integrant del patrimoni cultural català           | Castell de Campvim     | Modifica les dades a Wikidata |
|        | castell de Privà                  | les Avellanes i Santa Linya | castell      | Estil: arquitectura romànica 13rd century         | 41° 53′ 48″ N, 0° 48′ 22″ E / 41.89662°N,0.806081°E ca:Al puig de Santa Margarida, a llevant de Vilanova de la Sal 582 msnm     | bé integrant del patrimoni cultural català           | Castell de Privà       | Modifica les dades a Wikidata |
|        | castell de Santa Linya            | les Avellanes i Santa Linya | castell      |                                                   | 41° 55′ 37″ N, 0° 48′ 03″ E / 41.9269138889°N,0.800877777778°E ca:Dalt del turó al sud de Santa Linya 595 msnm                  | bé d'interès cultural bé cultural d'interès nacional | Castell de Santa Linya | Modifica les dades a Wikidata |
|        | castell de Tartareu               | les Avellanes i Santa Linya | castell      |                                                   | 41° 55′ 14″ N, 0° 43′ 08″ E / 41.920579°N,0.718803°E ca:Damunt del nucli de Tartareu 640 msnm                                   | bé d'interès cultural bé cultural d'interès nacional | Castell de Tartareu    | Modifica les dades a Wikidata |

## cova
| imatge | Nom                     | Ubicat a                    | instància de | Detalls | coordenades                                                          | Protecció | Commons (més fotos) | Dades a WD                    |
| ------ | ----------------------- | --------------------------- | ------------ | ------- | -------------------------------------------------------------------- | --------- | ------------------- | ----------------------------- |
|        | Covetes de la Palla     | les Avellanes i Santa Linya | cova         |         | 41° 57′ 01″ N, 0° 49′ 53″ E / 41.9503396618867°N,0.831394046456601°E |           |                     | Modifica les dades a Wikidata |
|        | cova de Sant Cap        | les Avellanes i Santa Linya | cova         |         | 41° 52′ 20″ N, 0° 47′ 25″ E / 41.8722039250035°N,0.790370384742273°E |           |                     | Modifica les dades a Wikidata |
|        | cova de Sant Urbà       | les Avellanes i Santa Linya | cova         |         | 41° 57′ 59″ N, 0° 49′ 48″ E / 41.9663781267744°N,0.82989662777125°E  |           |                     | Modifica les dades a Wikidata |
|        | cova del Pas del Sastre | les Avellanes i Santa Linya | cova         |         | 41° 54′ 22″ N, 0° 52′ 46″ E / 41.9061456946969°N,0.879536041863517°E |           |                     | Modifica les dades a Wikidata |
|        | coves de Giguins        | les Avellanes i Santa Linya | cova         |         | 41° 55′ 46″ N, 0° 50′ 53″ E / 41.9293162328423°N,0.847966072972142°E |           |                     | Modifica les dades a Wikidata |

## curs d'aigua
| imatge | Nom               | Ubicat a                                                                            | instància de | Detalls                                      | coordenades                                                                                                  | Protecció | Commons (més fotos) | Dades a WD                    |
| ------ | ----------------- | ----------------------------------------------------------------------------------- | ------------ | -------------------------------------------- | --- | --------- | ------------------- | ----------------------------- |
|        | Noguera Pallaresa | Vall d'Aran Pallars Sobirà Pallars Jussà Noguera                                    | curs d'aigua | Desemboca: Segre Llarg: 154km Conca: 2820km² | 41° 54′ 23″ N, 0° 53′ 24″ E / 41.9064°N,0.8901°E 42° 42′ 43″ N, 0° 56′ 58″ E / 42.71185°N,0.94951944444444°E |           | Noguera Pallaresa   | Modifica les dades a Wikidata |
|        | riu de Farfanya   | les Avellanes i Santa Linya Os de Balaguer Castelló de Farfanya Menàrguens Balaguer | curs d'aigua | Desemboca: Segre Llarg: 35km                 | 41° 43′ 51″ N, 0° 45′ 52″ E / 41.7309°N,0.764358°E                                                           |           | Farfanya River      | Modifica les dades a Wikidata |

## entitat singular de població
| imatge | Nom                | Ubicat a                    | instància de                                   | Detalls | coordenades                                                       | Protecció | Commons (més fotos) | Dades a WD                    |
| ------ | ------------------ | --------------------------- | ---------------------------------------------- | ------- | ----------------------------------------------------------------- | --------- | ------------------- | ----------------------------- |
|        | Santa Linya        | les Avellanes i Santa Linya | entitat singular de població                   | 54 hab  | 41° 55′ 41″ N, 0° 48′ 04″ E / 41.928077°N,0.801113°E 567 msnm     |           | Santa Linya         | Modifica les dades a Wikidata |
|        | Tartareu           | les Avellanes i Santa Linya | entitat singular de població                   | 97 hab  | 41° 55′ 17″ N, 0° 43′ 01″ E / 41.92146111°N,0.71699444°E 592 msnm |           | Tartareu            | Modifica les dades a Wikidata |
|        | Vilanova de la Sal | les Avellanes i Santa Linya | entitat singular de població                   | 95 hab  | 41° 52′ 41″ N, 0° 47′ 14″ E / 41.878191°N,0.787088°E 606 msnm     |           | Vilanova de la Sal  | Modifica les dades a Wikidata |
|        | les Avellanes      | les Avellanes i Santa Linya | entitat singular de població capital municipal | 184 hab | 41° 54′ 28″ N, 0° 45′ 50″ E / 41.907903°N,0.763914°E 570 msnm     |           | Les Avellanes       | Modifica les dades a Wikidata |

## església
| imatge | Nom                               | Ubicat a                    | instància de     | Detalls                                                            | coordenades | Protecció                                  | Commons (més fotos)               | Dades a WD                    |
| ------ | --------------------------------- | --------------------------- | ---------------- | ------------------------------------------------------------------ | --- | ------------------------------------------ | --------------------------------- | ----------------------------- |
|        | Església de Sant Pere de Queralt  | les Avellanes i Santa Linya | església         | Estil: arquitectura romànica arquitectura gòtica                   | 41° 56′ 59″ N, 0° 50′ 18″ E / 41.949635°N,0.838288°E 479 msnm                                                   | bé cultural d'interès local                |                                   | Modifica les dades a Wikidata |
|        | Mare de Déu de Montalegre         | les Avellanes i Santa Linya | església         |                                                                    | 41° 53′ 37″ N, 0° 49′ 29″ E / 41.8937455904736°N,0.824740197499611°E 868 msnm                                   |                                            | Mare de Déu de Montalegre         | Modifica les dades a Wikidata |
|        | Sant Isidre                       | les Avellanes i Santa Linya | església capella |                                                                    | 41° 55′ 47″ N, 0° 45′ 30″ E / 41.929755°N,0.75845°E 583 msnm                                                    |                                            |                                   | Modifica les dades a Wikidata |
|        | Sant Marc                         | les Avellanes i Santa Linya | església capella |                                                                    | 41° 57′ 16″ N, 0° 47′ 01″ E / 41.954483293518°N,0.78361386321008°E 748 msnm                                     |                                            |                                   | Modifica les dades a Wikidata |
|        | Sant Miquel de Santa Linya        | les Avellanes i Santa Linya | església         | Estil: arquitectura romànica 12nd century                          | 41° 55′ 21″ N, 0° 47′ 03″ E / 41.922526°N,0.784086°E ca:Carretera LV-9042, km 3,2, les Avellanes 465 msnm       | bé integrant del patrimoni cultural català | Sant Miquel de Santa Linya        | Modifica les dades a Wikidata |
|        | Sant Miquel de Tartareu           | les Avellanes i Santa Linya | església         | Estil: arquitectura romànica 12nd century                          | 41° 55′ 13″ N, 0° 43′ 08″ E / 41.9203°N,0.718889°E ca:Sobre el nucli de Tartareu 623 msnm                       | bé integrant del patrimoni cultural català | Sant Miquel de Tartareu           | Modifica les dades a Wikidata |
|        | Sant Miquel de Vilanova de la Sal | les Avellanes i Santa Linya | església         | Estil: arquitectura romànica 11st century                          | 41° 52′ 29″ N, 0° 47′ 11″ E / 41.874693°N,0.786298°E ca:Al puig de Privà, al sud de Vilanova de la Sal 712 msnm | bé integrant del patrimoni cultural català | Sant Miquel de Vilanova de la Sal | Modifica les dades a Wikidata |
|        | Sant Roc de les Avellanes         | les Avellanes i Santa Linya | església         | Estil: arquitectura barroca 18th century                           | 41° 54′ 28″ N, 0° 45′ 48″ E / 41.907833°N,0.763385°E ca:Plaça Major, les Avellanes 573 msnm                     | bé integrant del patrimoni cultural català | Sant Roc de les Avellanes         | Modifica les dades a Wikidata |
|        | Sant Salvador de Santa Linya      | les Avellanes i Santa Linya | església         | Estil: arquitectura romànica 12nd century                          | 41° 55′ 47″ N, 0° 48′ 02″ E / 41.929833°N,0.800683°E ca:Carrer de les Eres, Santa Linya 549 msnm                | bé integrant del patrimoni cultural català | Sant Salvador de Santa Linya      | Modifica les dades a Wikidata |
|        | Sant Urbà de Montclús             | les Avellanes i Santa Linya | església         | Estil: arquitectura romànica                                       | 41° 57′ 54″ N, 0° 49′ 42″ E / 41.965022°N,0.828265°E 490 msnm                                                   | bé cultural d'interès local                | Sant Urbà de Montclús             | Modifica les dades a Wikidata |
|        | Santa Margarida de Privà          | les Avellanes i Santa Linya | església         |                                                                    | 41° 53′ 47″ N, 0° 48′ 23″ E / 41.8963944464928°N,0.806339900418771°E 575 msnm                                   |                                            | Santa Margarida de Privà          | Modifica les dades a Wikidata |
|        | Santa Maria de Santa Linya        | les Avellanes i Santa Linya | església         | Estil: arquitectura romànica 12nd century                          | 41° 55′ 40″ N, 0° 48′ 03″ E / 41.927693°N,0.800889°E ca:Carrer de l'Església, Santa Linya 539 msnm              | bé integrant del patrimoni cultural català | Santa Maria de Santa Linya        | Modifica les dades a Wikidata |
|        | Santa Maria de Tartareu           | les Avellanes i Santa Linya | església         | Estil: arquitectura romànica arquitectura neoclàssica 12nd century | 41° 55′ 12″ N, 0° 43′ 06″ E / 41.920042°N,0.71826°E ca:Plaça de l'Església, Tartareu 593 msnm                   | bé integrant del patrimoni cultural català | Santa Maria de Tartareu           | Modifica les dades a Wikidata |
|        | Santa Maria de Vilanova de la Sal | les Avellanes i Santa Linya | església         | Estil: arquitectura neoclàssica                                    | 41° 52′ 43″ N, 0° 47′ 12″ E / 41.878491°N,0.786531°E                                                            | bé cultural d'interès local                | Santa Maria de Vilanova de la Sal | Modifica les dades a Wikidata |
|        | Santa Maria de les Avellanes      | les Avellanes i Santa Linya | església         | Estil: arquitectura romànica arquitectura barroca                  | 41° 54′ 30″ N, 0° 45′ 55″ E / 41.908358°N,0.765169°E 567 msnm                                                   | bé cultural d'interès local                | Santa Maria de les Avellanes      | Modifica les dades a Wikidata |

## estació de ferrocarril
| imatge | Nom                           | Ubicat a                    | instància de           | Detalls | coordenades                                                             | Protecció | Commons (més fotos) | Dades a WD                    |
| ------ | ----------------------------- | --------------------------- | ---------------------- | ------- | ----------------------------------------------------------------------- | --------- | ------------------- | ----------------------------- |
|        | Estació de Santa Linya        | les Avellanes i Santa Linya | estació de ferrocarril |         | 41° 55′ 55″ N, 0° 51′ 09″ E / 41.93194444444445°N,0.8525555555555556°E  |           |                     | Modifica les dades a Wikidata |
|        | Estació de Vilanova de la Sal | les Avellanes i Santa Linya | estació de ferrocarril |         | 41° 54′ 44″ N, 0° 49′ 49″ E / 41.912083333333335°N,0.8302777777777778°E |           |                     | Modifica les dades a Wikidata |

## font
| imatge | Nom                                | Ubicat a                    | instància de | Detalls                     | coordenades                                                          | Protecció                   | Commons (més fotos) | Dades a WD                    |
| ------ | ---------------------------------- | --------------------------- | ------------ | --------------------------- | -------------------------------------------------------------------- | --------------------------- | ------------------- | ----------------------------- |
|        | Fontanelles                        | les Avellanes i Santa Linya | font         |                             | 41° 53′ 15″ N, 0° 48′ 27″ E / 41.887399719512°N,0.80762960399971°E   |                             |                     | Modifica les dades a Wikidata |
|        | font de Privà                      | les Avellanes i Santa Linya | font         |                             | 41° 53′ 23″ N, 0° 48′ 01″ E / 41.8896042681996°N,0.800244545249519°E |                             |                     | Modifica les dades a Wikidata |
|        | font de Quintolà                   | les Avellanes i Santa Linya | font         |                             | 41° 54′ 37″ N, 0° 47′ 28″ E / 41.9103863530198°N,0.791127215900843°E |                             |                     | Modifica les dades a Wikidata |
|        | font de Vera                       | les Avellanes i Santa Linya | font         |                             | 41° 55′ 01″ N, 0° 43′ 09″ E / 41.9170326210132°N,0.719285098738329°E |                             |                     | Modifica les dades a Wikidata |
|        | font de l'Anzinella                | les Avellanes i Santa Linya | font         |                             | 41° 55′ 28″ N, 0° 48′ 22″ E / 41.924531566139°N,0.805978848032149°E  |                             |                     | Modifica les dades a Wikidata |
|        | font de l'Om                       | les Avellanes i Santa Linya | font         |                             | 41° 54′ 43″ N, 0° 46′ 27″ E / 41.911973793533°N,0.77423450247417°E   |                             |                     | Modifica les dades a Wikidata |
|        | font de la Mora                    | les Avellanes i Santa Linya | font         |                             | 41° 55′ 06″ N, 0° 41′ 27″ E / 41.9183820982735°N,0.690839793497503°E |                             |                     | Modifica les dades a Wikidata |
|        | font de les Arnelles               | les Avellanes i Santa Linya | font         |                             | 41° 53′ 56″ N, 0° 47′ 22″ E / 41.8988960029579°N,0.78932947373805°E  |                             |                     | Modifica les dades a Wikidata |
|        | font de les Belles                 | les Avellanes i Santa Linya | font         |                             | 41° 55′ 56″ N, 0° 41′ 44″ E / 41.9322031447606°N,0.695611695418906°E |                             |                     | Modifica les dades a Wikidata |
|        | font del Coll                      | les Avellanes i Santa Linya | font         |                             | 41° 54′ 07″ N, 0° 46′ 02″ E / 41.901933504314°N,0.76735033074702°E   |                             |                     | Modifica les dades a Wikidata |
|        | font del Pou                       | les Avellanes i Santa Linya | font         |                             | 41° 55′ 30″ N, 0° 42′ 27″ E / 41.9250687155268°N,0.707452209272215°E |                             |                     | Modifica les dades a Wikidata |
|        | font del Saüc                      | les Avellanes i Santa Linya | font         |                             | 41° 53′ 50″ N, 0° 46′ 17″ E / 41.8973251260055°N,0.771434717257973°E |                             |                     | Modifica les dades a Wikidata |
|        | font del Teixidor                  | les Avellanes i Santa Linya | font         |                             | 41° 54′ 25″ N, 0° 44′ 31″ E / 41.906838437454°N,0.74186169854767°E   |                             |                     | Modifica les dades a Wikidata |
|        | font del Teuler                    | les Avellanes i Santa Linya | font         |                             | 41° 55′ 33″ N, 0° 50′ 18″ E / 41.9259632693573°N,0.838237993159398°E |                             |                     | Modifica les dades a Wikidata |
|        | font del safareig de les Avellanes | les Avellanes i Santa Linya | font         | Estil: arquitectura barroca | 41° 54′ 28″ N, 0° 45′ 55″ E / 41.907691°N,0.765393°E                 | bé cultural d'interès local |                     | Modifica les dades a Wikidata |
|        | font dels Oms                      | les Avellanes i Santa Linya | font         |                             | 41° 57′ 45″ N, 0° 49′ 10″ E / 41.962376302678°N,0.81953985199368°E   |                             |                     | Modifica les dades a Wikidata |

## granja
| imatge | Nom                         | Ubicat a                    | instància de | Detalls | coordenades                                                          | Protecció | Commons (més fotos) | Dades a WD                    |
| ------ | --------------------------- | --------------------------- | ------------ | ------- | -------------------------------------------------------------------- | --------- | ------------------- | ----------------------------- |
|        | Granges Esteve              | les Avellanes i Santa Linya | granja       |         | 41° 55′ 22″ N, 0° 46′ 17″ E / 41.92272689924°N,0.77144882892471°E    |           |                     | Modifica les dades a Wikidata |
|        | Granges d'Arenes            | les Avellanes i Santa Linya | granja       |         | 41° 53′ 17″ N, 0° 48′ 04″ E / 41.88814577551°N,0.801210607381959°E   |           |                     | Modifica les dades a Wikidata |
|        | Granges de la Viuda         | les Avellanes i Santa Linya | granja       |         | 41° 54′ 16″ N, 0° 45′ 12″ E / 41.9043932580189°N,0.7533343445297°E   |           |                     | Modifica les dades a Wikidata |
|        | Granges del Baella          | les Avellanes i Santa Linya | granja       |         | 41° 54′ 07″ N, 0° 46′ 49″ E / 41.9020288460177°N,0.780396911520799°E |           |                     | Modifica les dades a Wikidata |
|        | Granges del Camí            | les Avellanes i Santa Linya | granja       |         | 41° 54′ 22″ N, 0° 45′ 52″ E / 41.9061396693309°N,0.764364617788522°E |           |                     | Modifica les dades a Wikidata |
|        | Granja Alòs                 | les Avellanes i Santa Linya | granja       |         | 41° 53′ 12″ N, 0° 47′ 45″ E / 41.8867116468278°N,0.795932650954048°E |           |                     | Modifica les dades a Wikidata |
|        | Granja de Carlets           | les Avellanes i Santa Linya | granja       |         | 41° 55′ 13″ N, 0° 43′ 21″ E / 41.9202646309354°N,0.722401670331508°E |           |                     | Modifica les dades a Wikidata |
|        | Granja de la Coma d'en Pous | les Avellanes i Santa Linya | granja       |         | 41° 53′ 04″ N, 0° 47′ 23″ E / 41.8845454013167°N,0.789595488769964°E |           |                     | Modifica les dades a Wikidata |
|        | Granja del Bernat           | les Avellanes i Santa Linya | granja       |         | 41° 52′ 41″ N, 0° 46′ 57″ E / 41.8779437162589°N,0.782580619012216°E |           |                     | Modifica les dades a Wikidata |
|        | Granja del Jaumetó          | les Avellanes i Santa Linya | granja       |         | 41° 54′ 21″ N, 0° 44′ 13″ E / 41.90584355225°N,0.73707444574053°E    |           |                     | Modifica les dades a Wikidata |
|        | Granja del Maritònia        | les Avellanes i Santa Linya | granja       |         | 41° 52′ 41″ N, 0° 46′ 42″ E / 41.8779266162513°N,0.778435762974311°E |           |                     | Modifica les dades a Wikidata |
|        | Granja del Miquel de Curi   | les Avellanes i Santa Linya | granja       |         | 41° 53′ 12″ N, 0° 48′ 01″ E / 41.8867322833727°N,0.800294907377151°E |           |                     | Modifica les dades a Wikidata |
|        | Granja del Miquelo          | les Avellanes i Santa Linya | granja       |         | 41° 55′ 48″ N, 0° 48′ 02″ E / 41.93013062272°N,0.800661157567521°E   |           |                     | Modifica les dades a Wikidata |
|        | Granja del Netxo            | les Avellanes i Santa Linya | granja       |         | 41° 53′ 04″ N, 0° 47′ 04″ E / 41.8844573455334°N,0.784560808386557°E |           |                     | Modifica les dades a Wikidata |
|        | Granja del Pastisser        | les Avellanes i Santa Linya | granja       |         | 41° 54′ 58″ N, 0° 45′ 18″ E / 41.9161253553514°N,0.755032845800994°E |           |                     | Modifica les dades a Wikidata |
|        | Granja del Rito             | les Avellanes i Santa Linya | granja       |         | 41° 54′ 27″ N, 0° 45′ 58″ E / 41.9074267875818°N,0.766176353604128°E |           |                     | Modifica les dades a Wikidata |

## jaciment arqueològic
| imatge | Nom                      | Ubicat a                    | instància de                                | Detalls | coordenades                                          | Protecció                      | Commons (més fotos)      | Dades a WD                    |
| ------ | ------------------------ | --------------------------- | ------------------------------------------- | ------- | ---------------------------------------------------- | ------------------------------ | ------------------------ | ----------------------------- |
|        | Abric de la Diva         | les Avellanes i Santa Linya | jaciment arqueològic gruta amb art rupestre |         | 41° 52′ 49″ N, 0° 48′ 43″ E / 41.88036°N,0.81185°E   | bé cultural d'interès nacional |                          | Modifica les dades a Wikidata |
|        | Cova Gran de Santa Linya | Santa Linya                 | jaciment arqueològic                        |         | 41° 55′ 34″ N, 0° 48′ 41″ E / 41.926027°N,0.811436°E | bé cultural d'interès nacional | Cova Gran de Santa Linya | Modifica les dades a Wikidata |

## masia
| imatge | Nom                    | Ubicat a                    | instància de | Detalls | coordenades                                                          | Protecció | Commons (més fotos) | Dades a WD                    |
| ------ | ---------------------- | --------------------------- | ------------ | ------- | -------------------------------------------------------------------- | --------- | ------------------- | ----------------------------- |
|        | Cal Masia              | les Avellanes i Santa Linya | masia        |         | 41° 52′ 40″ N, 0° 47′ 25″ E / 41.8777071913757°N,0.79039764227368°E  |           |                     | Modifica les dades a Wikidata |
|        | Casa dels Enginyers    | les Avellanes i Santa Linya | masia        |         | 41° 54′ 42″ N, 0° 49′ 57″ E / 41.9117874394904°N,0.832495110088012°E |           |                     | Modifica les dades a Wikidata |
|        | Casa dels Vassalls     | les Avellanes i Santa Linya | masia        |         | 41° 58′ 29″ N, 0° 50′ 09″ E / 41.9748400316212°N,0.835897233137951°E |           |                     | Modifica les dades a Wikidata |
|        | Era del Teixidor       | les Avellanes i Santa Linya | masia        |         | 41° 54′ 44″ N, 0° 45′ 37″ E / 41.9120849840177°N,0.760274666838273°E |           |                     | Modifica les dades a Wikidata |
|        | Eres                   | les Avellanes i Santa Linya | masia        |         | 41° 53′ 12″ N, 0° 47′ 03″ E / 41.8867375590478°N,0.784180683238044°E |           |                     | Modifica les dades a Wikidata |
|        | Mas de Carrover        | les Avellanes i Santa Linya | masia        |         | 41° 55′ 53″ N, 0° 45′ 32″ E / 41.9313315793615°N,0.758925759528831°E |           |                     | Modifica les dades a Wikidata |
|        | Mas de Covet           | les Avellanes i Santa Linya | masia        |         | 41° 57′ 11″ N, 0° 47′ 13″ E / 41.9531037710303°N,0.787009993435673°E |           |                     | Modifica les dades a Wikidata |
|        | Mas de Pubill          | les Avellanes i Santa Linya | masia        |         | 41° 57′ 13″ N, 0° 46′ 54″ E / 41.9534854804419°N,0.781591676995422°E |           |                     | Modifica les dades a Wikidata |
|        | Mas de la Font de l'Om | les Avellanes i Santa Linya | masia        |         | 41° 54′ 50″ N, 0° 46′ 31″ E / 41.91379713698°N,0.77537685809946°E    |           |                     | Modifica les dades a Wikidata |
|        | Mas del Bepo           | les Avellanes i Santa Linya | masia        |         | 41° 57′ 21″ N, 0° 46′ 43″ E / 41.9558144943816°N,0.778615173044537°E |           |                     | Modifica les dades a Wikidata |
|        | Mas del Frare          | les Avellanes i Santa Linya | masia        |         | 41° 57′ 21″ N, 0° 46′ 53″ E / 41.9556962108061°N,0.781346059028058°E |           |                     | Modifica les dades a Wikidata |
|        | Masia de Viladric      | les Avellanes i Santa Linya | masia        |         | 41° 55′ 02″ N, 0° 46′ 26″ E / 41.9172219042764°N,0.773877391788313°E |           |                     | Modifica les dades a Wikidata |
|        | Xalet del Bernat       | les Avellanes i Santa Linya | masia        |         | 41° 52′ 38″ N, 0° 46′ 47″ E / 41.8771835119344°N,0.779594265917264°E |           |                     | Modifica les dades a Wikidata |
|        | Xalet del Blas         | les Avellanes i Santa Linya | masia        |         | 41° 55′ 46″ N, 0° 47′ 57″ E / 41.9293198867065°N,0.799241768983745°E |           |                     | Modifica les dades a Wikidata |
|        | el Molí                | les Avellanes i Santa Linya | masia        |         | 41° 54′ 11″ N, 0° 43′ 05″ E / 41.9030780627422°N,0.718166606243626°E |           |                     | Modifica les dades a Wikidata |
|        | la Ribera              | les Avellanes i Santa Linya | masia        |         | 41° 54′ 20″ N, 0° 48′ 47″ E / 41.905514931929°N,0.81303756392452°E   |           |                     | Modifica les dades a Wikidata |
|        | les Salines            | les Avellanes i Santa Linya | masia        |         | 41° 53′ 26″ N, 0° 47′ 22″ E / 41.89065323865°N,0.78943877729204°E    |           |                     | Modifica les dades a Wikidata |

## muntanya
| imatge | Nom                               | Ubicat a                                                        | instància de | Detalls | coordenades                                                             | Protecció | Commons (més fotos)         | Dades a WD                    |
| ------ | --------------------------------- | --------------------------------------------------------------- | ------------ | ------- | ----------------------------------------------------------------------- | --------- | --------------------------- | ----------------------------- |
|        | Lo Cinglo Roig                    | les Avellanes i Santa Linya                                     | muntanya     |         | 41° 54′ 59″ N, 0° 50′ 50″ E / 41.9163°N,0.847231°E 586.8 msnm           |           |                             | Modifica les dades a Wikidata |
|        | Mont-roig                         | Camarasa les Avellanes i Santa Linya                            | muntanya     |         | 41° 54′ 11″ N, 0° 52′ 43″ E / 41.902987°N,0.87865°E 715 msnm            |           | Mont-roig (Camarasa)        | Modifica les dades a Wikidata |
|        | Pala Alta                         | Camarasa les Avellanes i Santa Linya                            | muntanya     |         | 41° 53′ 47″ N, 0° 50′ 11″ E / 41.8962885339°N,0.836346461295°E 947 msnm |           | Pala Alta                   | Modifica les dades a Wikidata |
|        | Pala del Coll de Porta            | Camarasa les Avellanes i Santa Linya                            | muntanya     |         | 41° 53′ 49″ N, 0° 50′ 52″ E / 41.896875°N,0.84774444°E 892 msnm         |           | Pala del Coll de Porta      | Modifica les dades a Wikidata |
|        | Pala dels Pelats                  | Camarasa les Avellanes i Santa Linya                            | muntanya     |         | 41° 53′ 44″ N, 0° 49′ 56″ E / 41.89554167°N,0.83230556°E 927 msnm       |           | Pala dels Pelats            | Modifica les dades a Wikidata |
|        | Roca Figuera                      | les Avellanes i Santa Linya                                     | muntanya     |         | 41° 55′ 29″ N, 0° 44′ 40″ E / 41.9246°N,0.744514°E 733 msnm             |           |                             | Modifica les dades a Wikidata |
|        | Serrat Alt                        | les Avellanes i Santa Linya                                     | muntanya     |         | 41° 56′ 23″ N, 0° 49′ 20″ E / 41.93986111°N,0.82227778°E 710.9 msnm     |           |                             | Modifica les dades a Wikidata |
|        | Serrat Pedregós                   | les Avellanes i Santa Linya                                     | muntanya     |         | 41° 56′ 44″ N, 0° 48′ 24″ E / 41.9456°N,0.806797°E 712.5 msnm           |           |                             | Modifica les dades a Wikidata |
|        | Serrat del Bepo                   | les Avellanes i Santa Linya                                     | muntanya     |         | 41° 55′ 30″ N, 0° 49′ 20″ E / 41.92506389°N,0.82231389°E 491.1 msnm     |           |                             | Modifica les dades a Wikidata |
|        | Serrat del Trist                  | les Avellanes i Santa Linya                                     | muntanya     |         | 41° 55′ 26″ N, 0° 50′ 19″ E / 41.92388889°N,0.83852222°E 450.9 msnm     |           |                             | Modifica les dades a Wikidata |
|        | Torreta dels Quatre Batlles       | Os de Balaguer les Avellanes i Santa Linya Castelló de Farfanya | muntanya     |         | 41° 51′ 06″ N, 0° 46′ 08″ E / 41.85164056°N,0.76892778°E 616 msnm       |           | Torreta dels Quatre Batlles | Modifica les dades a Wikidata |
|        | Tossal Mau                        | les Avellanes i Santa Linya                                     | muntanya     |         | 41° 53′ 34″ N, 0° 47′ 01″ E / 41.8927°N,0.783628°E 613.1 msnm           |           |                             | Modifica les dades a Wikidata |
|        | els Terrers                       | les Avellanes i Santa Linya                                     | muntanya     |         | 41° 55′ 26″ N, 0° 45′ 31″ E / 41.924°N,0.758592°E 666.6 msnm            |           |                             | Modifica les dades a Wikidata |
|        | l'Extrem                          | Camarasa les Avellanes i Santa Linya                            | muntanya     |         | 41° 53′ 47″ N, 0° 52′ 16″ E / 41.89633889°N,0.87111111°E 763 msnm       |           | L'Extrem (Mont-roig)        | Modifica les dades a Wikidata |
|        | l'Extrem de la Planeta de Queralt | les Avellanes i Santa Linya                                     | muntanya     |         | 41° 56′ 08″ N, 0° 50′ 25″ E / 41.9355°N,0.840178°E 728.4 msnm           |           |                             | Modifica les dades a Wikidata |
|        | la Grossa de Queralt              | les Avellanes i Santa Linya                                     | muntanya     |         | 41° 56′ 20″ N, 0° 50′ 35″ E / 41.93878056°N,0.843025°E 711 msnm         |           | La Grossa de Queralt        | Modifica les dades a Wikidata |
|        | la Malera                         | les Avellanes i Santa Linya                                     | muntanya     |         | 41° 55′ 48″ N, 0° 43′ 14″ E / 41.929903°N,0.720439°E 877 msnm           |           | La Malera                   | Modifica les dades a Wikidata |
|        | la Torreta                        | les Avellanes i Santa Linya                                     | muntanya     |         | 41° 55′ 14″ N, 0° 45′ 05″ E / 41.9205°N,0.751376°E 706.2 msnm           |           |                             | Modifica les dades a Wikidata |
|        | les Peres                         | les Avellanes i Santa Linya                                     | muntanya     |         | 41° 54′ 34″ N, 0° 48′ 12″ E / 41.9095°N,0.803364°E 669.6 msnm           |           |                             | Modifica les dades a Wikidata |

## serra
| imatge | Nom                   | Ubicat a                                   | instància de | Detalls | coordenades                                                         | Protecció | Commons (més fotos) | Dades a WD                    |
| ------ | --------------------- | ------------------------------------------ | ------------ | ------- | ------------------------------------------------------------------- | --------- | ------------------- | ----------------------------- |
|        | Cananill              | les Avellanes i Santa Linya                | serra        |         | 41° 55′ 14″ N, 0° 47′ 40″ E / 41.920625°N,0.79456389°E 603.1 msnm   |           |                     | Modifica les dades a Wikidata |
|        | La Devesa             | les Avellanes i Santa Linya                | serra        |         | 41° 52′ 48″ N, 0° 48′ 32″ E / 41.8799°N,0.80885°E 771.1 msnm        |           |                     | Modifica les dades a Wikidata |
|        | Les Covetes           | les Avellanes i Santa Linya                | serra        |         | 41° 56′ 30″ N, 0° 49′ 38″ E / 41.9418°N,0.827186°E 787 msnm         |           |                     | Modifica les dades a Wikidata |
|        | Serra Grossa          | les Avellanes i Santa Linya                | serra        |         | 41° 57′ 38″ N, 0° 49′ 51″ E / 41.9605°N,0.830919°E 586.8 msnm       |           |                     | Modifica les dades a Wikidata |
|        | Serra de Sant Miquel  | les Avellanes i Santa Linya Os de Balaguer | serra        |         | 41° 54′ 43″ N, 0° 41′ 45″ E / 41.912°N,0.695883°E 962.1 msnm        |           |                     | Modifica les dades a Wikidata |
|        | Serrat Que-no-passa   | les Avellanes i Santa Linya                | serra        |         | 41° 56′ 11″ N, 0° 50′ 56″ E / 41.93627778°N,0.84898333°E 728 msnm   |           | Serrat Que-no-passa | Modifica les dades a Wikidata |
|        | Titlén                | les Avellanes i Santa Linya                | serra        |         | 41° 55′ 03″ N, 0° 49′ 21″ E / 41.9174°N,0.822508°E 592.2 msnm       |           |                     | Modifica les dades a Wikidata |
|        | la Morrera            | les Avellanes i Santa Linya                | serra        |         | 41° 57′ 08″ N, 0° 49′ 32″ E / 41.9522°N,0.825506°E 716.5 msnm       |           |                     | Modifica les dades a Wikidata |
|        | serra de Canvim       | les Avellanes i Santa Linya Os de Balaguer | serra        |         | 41° 51′ 32″ N, 0° 45′ 51″ E / 41.8589°N,0.764078°E 621.1 msnm       |           |                     | Modifica les dades a Wikidata |
|        | serra de Mirabuenos   | les Avellanes i Santa Linya                | serra        |         | 41° 53′ 39″ N, 0° 47′ 38″ E / 41.89415278°N,0.79401944°E 616.7 msnm |           |                     | Modifica les dades a Wikidata |
|        | serra de Mont-roig    | Camarasa les Avellanes i Santa Linya       | serra        |         | 41° 53′ 47″ N, 0° 50′ 11″ E / 41.8965°N,0.836467°E 949 msnm         |           | Serra de Mont-roig  | Modifica les dades a Wikidata |
|        | serra del Carlà       | les Avellanes i Santa Linya                | serra        |         | 41° 54′ 32″ N, 0° 44′ 46″ E / 41.909°N,0.746092°E 661.7 msnm        |           |                     | Modifica les dades a Wikidata |
|        | serra del Colomer     | les Avellanes i Santa Linya                | serra        |         | 41° 54′ 33″ N, 0° 45′ 24″ E / 41.9092°N,0.756592°E 694.7 msnm       |           |                     | Modifica les dades a Wikidata |
|        | serra del Ferràs      | les Avellanes i Santa Linya                | serra        |         | 41° 53′ 31″ N, 0° 46′ 19″ E / 41.8919°N,0.771836°E 645.8 msnm       |           |                     | Modifica les dades a Wikidata |
|        | serra del Rei         | les Avellanes i Santa Linya                | serra        |         | 41° 54′ 29″ N, 0° 47′ 46″ E / 41.908°N,0.796211°E 677.8 msnm        |           |                     | Modifica les dades a Wikidata |
|        | serra del Sil         | les Avellanes i Santa Linya                | serra        |         | 41° 55′ 15″ N, 0° 45′ 37″ E / 41.9208°N,0.76025°E 666.6 msnm        |           |                     | Modifica les dades a Wikidata |
|        | serrat de la Palomera | Àger les Avellanes i Santa Linya           | serra        |         | 41° 57′ 45″ N, 0° 48′ 04″ E / 41.96247222°N,0.80118639°E 772.3 msnm |           |                     | Modifica les dades a Wikidata |

## vèrtex geodèsic
| imatge | Nom        | Ubicat a                    | instància de    | Detalls   | coordenades                                                       | Protecció | Commons (més fotos) | Dades a WD                    |
| ------ | ---------- | --------------------------- | --------------- | --------- | ----------------------------------------------------------------- | --------- | ------------------- | ----------------------------- |
|        | La Guardia | les Avellanes i Santa Linya | vèrtex geodèsic | Alt: 1.2m | 41° 56′ 24″ N, 0° 49′ 20″ E / 41.939878°N,0.822312°E 789.919 msnm |           |                     | Modifica les dades a Wikidata |
|        | Malera     | les Avellanes i Santa Linya | vèrtex geodèsic | Alt: 1.2m | 41° 55′ 48″ N, 0° 43′ 14″ E / 41.929905°N,0.720437°E 878.136 msnm |           |                     | Modifica les dades a Wikidata |
|        | Torreta    | les Avellanes i Santa Linya | vèrtex geodèsic | Alt: 1.2m | 41° 51′ 06″ N, 0° 46′ 08″ E / 41.851669°N,0.768916°E 616.067 msnm |           |                     | Modifica les dades a Wikidata |

## Misc
| imatge | Nom                                              | Ubicat a                                                   | instància de      | Detalls                                                                       | coordenades                                                                               | Protecció                   | Commons (més fotos)           | Dades a WD                    |
| ------ | ------------------------------------------------ | ---------------------------------------------------------- | ----------------- | ----------------------------------------------------------------------------- | ----------------------------------------------------------------------------------------- | --------------------------- | ----------------------------- | ----------------------------- |
|        | Aqüeducte de Tartareu                            | les Avellanes i Santa Linya                                | aqüeducte         |                                                                               | 41° 55′ 24″ N, 0° 42′ 50″ E / 41.923427°N,0.713896°E                                      | bé cultural d'interès local |                               | Modifica les dades a Wikidata |
|        | Casetes de l'Estació                             | les Avellanes i Santa Linya                                | nucli de població |                                                                               | 41° 55′ 51″ N, 0° 51′ 04″ E / 41.9309606057986°N,0.851131003348401°E                      |                             |                               | Modifica les dades a Wikidata |
|        | Forat Bufador                                    | les Avellanes i Santa Linya                                | avenc             |                                                                               | 41° 57′ 53″ N, 0° 49′ 23″ E / 41.9647649514975°N,0.823181733847522°E                      |                             |                               | Modifica les dades a Wikidata |
|        | Pedrera del Prat de Martell                      | les Avellanes i Santa Linya                                | pedrera           |                                                                               | 41° 53′ 34″ N, 0° 45′ 21″ E / 41.8927694532204°N,0.755791025817486°E                      |                             |                               | Modifica les dades a Wikidata |
|        | alzina dels Pous                                 | les Avellanes i Santa Linya                                | arbre singular    | Taxon: carrasca (Quercus rotundifolia) Ample: 17.5m Alt: 13m Perímetre: 3.68m | 41° 54′ 27″ N, 0° 44′ 27″ E / 41.90757°N,0.74072°E ca:Lo Pou 582 msnm                     | arbre monumental            | Alzina dels Pous              | Modifica les dades a Wikidata |
|        | casa consistorial de les Avellanes i Santa Linya | les Avellanes i Santa Linya                                | casa consistorial |                                                                               | 41° 54′ 29″ N, 0° 45′ 53″ E / 41.9081113°N,0.7647899°E                                    |                             |                               | Modifica les dades a Wikidata |
|        | pantà de Camarasa                                | Àger Vilanova de Meià Camarasa les Avellanes i Santa Linya | embassament       | Superfície: 624ha Volum: 163.4hm³ Conca: 2850km²                              | 41° 54′ 29″ N, 0° 53′ 13″ E / 41.90806°N,0.886862°E 336 msnm                              |                             | Pantà de Camarasa             | Modifica les dades a Wikidata |
|        | salines de Vilanova de la Sal                    | les Avellanes i Santa Linya                                | salina            | Estil: arquitectura popular                                                   | 41° 53′ 25″ N, 0° 47′ 39″ E / 41.890402°N,0.79412°E ca:Carretera LV-9045, km 1,8 525 msnm | bé cultural d'interès local | Salines de Vilanova de la Sal | Modifica les dades a Wikidata |